# اقتصاد ارزشی
اقتصاد هنجاری (انگلیسی: Normative economics) (که مقابل اقتصاد اثباتی قرار می‌گیرد) بخشی از علم اقتصاد است که قضاوت‌های هنجاری یا نرماتیو دربارهٔ عدالت اقتصادی و آنچه باید هدف سیاست‌گذاری عمومی باشد، ارائه می‌دهد.